# Вільям Вебстер
Вільям Геджкок Вебстер (англ. William Hedgcock Webster; 6 березня 1924, Сент-Луїс, штат Міссурі, США — 8 серпня 2025) — американський державний діяч, директор Федерального бюро розслідувань в 1978—1987 роках, директор Центрального розвідувального управління в 1987—1991. Вебстер був першою і єдиною людиною в історії США, яка очолювала і ФБР, і ЦРУ.